# یواس‌اس ویپل (اف‌اف-۱۰۶۲)
یواس‌اس ویپل (اف‌اف-۱۰۶۲) (به انگلیسی: USS Whipple (FF-1062)) یک کشتی بود که طول آن ۴۳۸ فوت (۱۳۴ متر) بود. این کشتی در سال ۱۹۶۸ ساخته شد.